# 刘尔嵩
刘尔嵩（1899年—1927年4月19日），广东紫金县人，中国共产党的优秀党员，广东青年运动和广东早期工人运动的领导人之一。

## 生平事迹
刘尔嵩，出生于贫困的家庭。高中毕业后，考入广东省甲种工业学校。刘尔嵩关心国家命运，在校期间常与人讨论国家前途。
1919年5月25日，刘尔嵩参与组织召开了广州各校师生代表大会，痛斥帝国主义侵略行为和政府的卖国行为。之后又参与组建了广州市中等以上学校学生联合会，并担任执行委员。1919年冬参与创办了《广东群报》，大力宣传五四运动的精神和马列主义学说。
1922年，刘尔嵩与同伴在广州成立了社会主义青年团两广委员会，并担任执行委员。为了进一步团结广大青年参与革命运动，刘尔嵩等人又组织了“新学生社”。一九二二年九月，刘尔篙于甲种工业学校毕业。毕业后，刘尔嵩加入了劳动组合书记部广东支部。并参与创办了“爱群通讯社”。
1922年冬，刘尔嵩受党的委托前往顺德开展工人运动。刘尔嵩给工人们上课，并向他们宣传俄国十月革命的胜利，以及全国工人运动的情况。此间，刘尔嵩
建立了顺德县党支部。1923年4月刘尔嵩领导顺德县四百多工人罢工，并在广州工人的支援下，最终取得了罢工胜利，并将工贼张德宝从行会清除出去。
1923年秋，刘尔嵩提出了改组广东油业工会的建议并且到油业工会后，关心工人，艰苦工作，建立了油业工会党支部。同年冬，刘尔嵩领导工人改组了旧工会，并担任执行委员兼秘书。广东油业工会成为广州工人运动的重要力量。
1923年，刘尔嵩经党的批准，以个人身份参加了国民党，并于十一月担任了国民党广东区分部执行委员。1924年，国民党中央党部成立了工人部，刘尔嵩被任命为干事，他以工人部工人运动特派员的身份，积极开展工人运动。1924年5月6日，广州工人代表会正式成立，刘尔嵩被选为执行委员会主席。此后，为保卫工人阶级利益，刘尔嵩从各工会挑选优秀年轻工人建立了“广州工团军”。“工团军”对于保卫工人阶级利益起到重要作用。
一九二四年六月三十日,广州沙面英、法帝国主义颁布了侮辱中国人民的“新警律”。刘尔篙等人发动和领导了沙面罢工斗争并取得了胜利，给帝国主义以有力的打击。
一九二四年八月,中共两广区委成立,刘尔篙被选为区委委员,同年冬,广东区执行委员会成立时,他又当选为执行委员、任工委书记。同一时期,刘尔篙还先后兼任社会主义青年团广东区委执行委员、书记等职务。是我们党早期工人运动领导者之一。
一九二四年十月，广州地主发动反革命武装叛乱,妄图推翻广东革命政府,孙中山为镇压商团叛乱成立了镇压商团叛乱的革命委员会。刘尔篙参加了镇压叛乱委员会。当北伐军回师广州包围商团军时,刘尔篙亲自率领“工团军”同郊区农民自卫军、黄埔军校学生军一起联合北伐军包围商团军,经过几个小时战斗
,就解除其武装,平定了叛乱,稳定了广东革命根据地的政局。
一九二五年五月一日,第二次全国劳动大会成立了全国工人阶级的统一组织—中华全国总工会,刘尔篙被选为执行委员。
一九二五年十一月，国民党广东省党部改组。刘尔篙被选为执行委员工人部部长。从此,刘尔高担负着领导全省工人运动的重任。他奔走于全省各地,发动工人打击工贼。
一九二七年四月十二日,蒋介石在上海发动了反革命政变,对共产党人和革命群众进行了大规模屠杀。十五日,敌人已全市戒严,疯狂地搜捕共产党员和工人领袖。刘尔高为了应国际职工代表团之约前往东亚酒店会谈。当他走出家门时,被国民党特务逮捕。十九日深夜,刘尔篙被敌人杀害于广州珠江白鹅潭。刘尔高就义前仍高呼“打倒国民党反动派里”“中国共产党万岁!”